# Abrigo de Puerto Roque
El Abrigo de Puerto Roque es un yacimiento arqueológico con arte rupestre esquemático, situado en Puerto Roque, Valencia de Alcántara, municipio de la provincia de Cáceres en España. Forma parte del itinerario cultural del Consejo de Europa “Caminos de Arte Rupestre Prehistórico". 

## Contexto geográfico

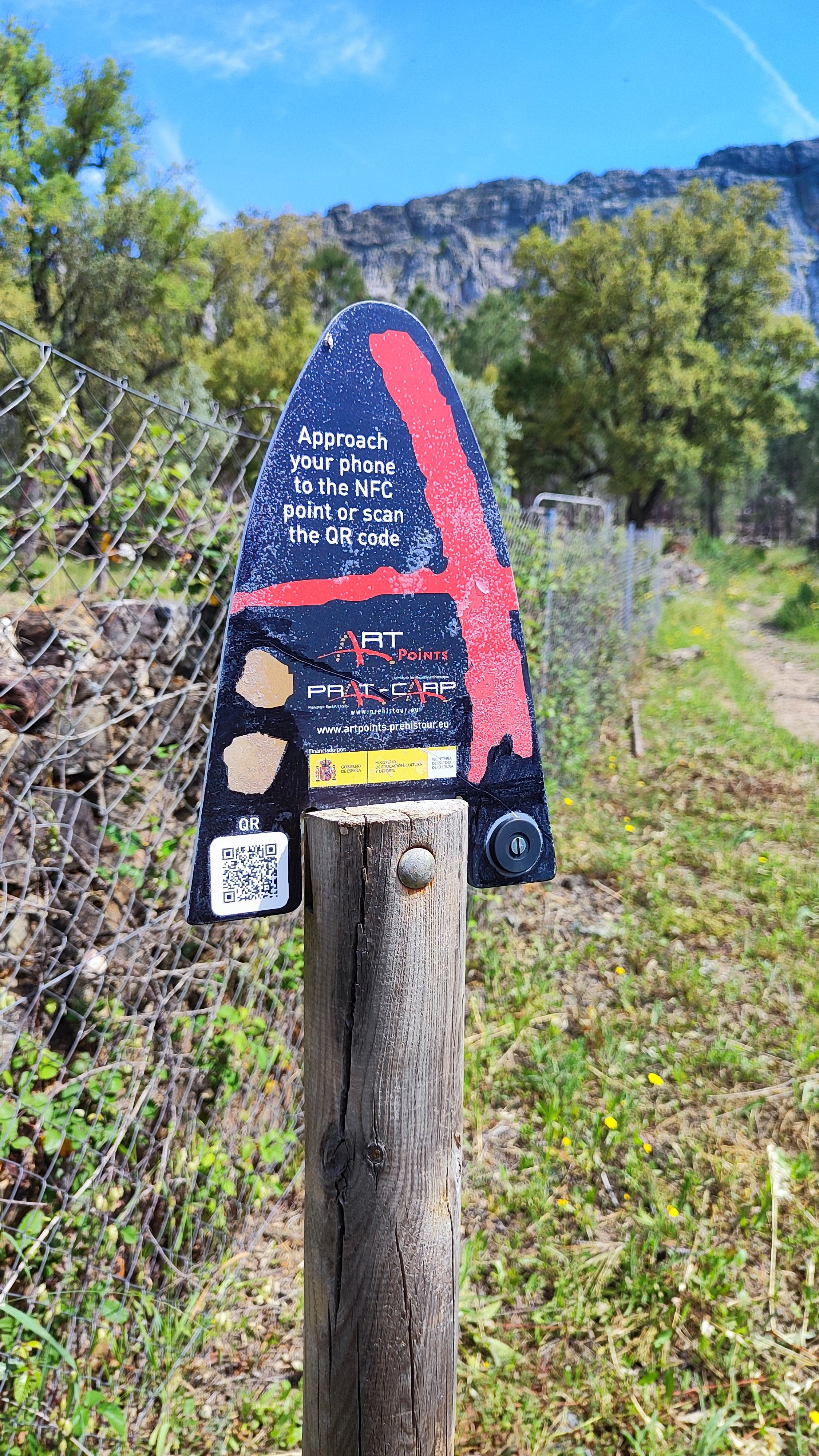
Señalización de la ruta

Se encuentra en la Sierra de San Pedro, y se accede a él por la carretera N-521, a la altura de Puerto Roque, a unos 12 kilómetros de Valencia de Alcántara. Tras un ascenso por una ruta señalizada, se llega a una pequeña cueva donde se encuentran las pinturas esquemáticas, datadas por la Universidad de Extremadura del 3.500 al 2.250 antes de Cristo. Fueron descubiertas por Juan Carlos Jiménez el 26 de marzo de 2012, poniendo el hallazgo en conocimiento de personas expertas en Arqueología, que las dieron a conocer en julio de 2012.
En la zona de Valencia de Alcántara y Santiago de Alcántara, se han localizado medio centenar de lugares con pinturas. Las comunidades que las realizaron eran las mismas que construyeron los cincuenta dólmenes que hay en el entorno.

## Restos arqueológicos
Por la calidad e interés científico de sus representaciones pintadas, ha sido incluido como enclave del Itinerario Cultural del Consejo de Europa “Caminos de Arte Rupestre”, un reconocimiento que sitúa a este abrigo rupestre en consonancia con los grandes conjuntos del arte rupestre europeo incluidos en este recorrido turístico y cultural.
Las pinturas encontradas datan del 3500 al 2250 a. C. En el abrigo de Puerto Roque, y en general en todos los abrigos con arte rupestre esquemático, pueden reconocerse tres tipos básicos de figuras: las representaciones humanas, las figuras de animales y motivos simbólicos (barras, círculos, soles, puntos, triángulos, etc.). Estas pinturas sirvieron como un sistema de comunicación pictográfico durante la prehistoria mediante el que los grupos humanos que las realizaban comunicaban ideas, creencias, ritos, costumbres, tradiciones o señalaban la posesión o el control de caminos, recursos para la subsistencia o territorios.
La mayor parte de las figuras aparecen pintadas en color rojo y posiblemente hechas directamente con los dedos. Se perciben algunas realizadas en negro y restos de trazos de motivos mal conservados que fueron dibujados con pigmento blanco, que también aparece en algunos abrigos cercanos de esta misma sierra, al otro lado de la frontera con Portugal.Los estudios científicos han identificado el uso de hematita, minerales de arcilla y cuarzo, junto con hierro, en la composición de los pigmentos. La utilización de pigmentos ocres para lograr los vibrantes tonos rojos del arte rupestre no sólo añade profundidad a la comprensión de las elecciones artísticas, sino que también desvela la inventiva de los artistas.
El Abrigo forma parte de la ruta europea Caminos de Arte Rupestre Prehistórico.